# Tríplice Aliança Asteca
Tríplice Aliança Asteca ou simplesmente Tríplice Aliança (em náuatle:Ēxcān Tlahtōlōyān)  foi uma aliança política entre três cidades-Estados (ou altepetl) náuatles: Tenochtitlan, Texcoco e Tlacopan. Estas cidades astecas governaram a área e em torno do Vale do México desde 1428, até que foram derrotadas pelos conquistadores espanhóis e seus aliados nativos, sob o comando de Hernán Cortés, em 1521.
A Tríplice Aliança foi formada pela facção vitoriosa de uma guerra com a cidade de Azcapotzalco e suas ex-províncias tributárias. Apesar da concepção inicial do império como uma aliança de três cidades, Tenochtitlan rapidamente se estabeleceu como a parceira dominante No momento da chegada dos espanhóis, em 1520, o território da Aliança era efetivamente governado por Tenochtitlan e os outros parceiros da aliança havia assumido papéis secundários ou complementares.
A Aliança Asteca travou várias guerras de conquista e expandiu-se rapidamente após a sua formação. No seu auge, controlava a maior parte da região central do atual México, bem como alguns territórios mais distantes dentro de Mesoamérica e acabou por ficar conhecida como Império Asteca. O domínio dos astecas tem sido descrito por estudiosos como "hegemônico" ou "indireto" pois os governantes das cidades conquistadas eram geralmente mantidos no poder, desde que concordassem em pagar tributos para a Aliança ou fornecer apoio militar em guerras contra seus inimigos.

## História

### Formação da Tríplice Aliança
Os Náuatles não eram originalmente indígenas do México central, mas sim descendentes dos povos chichimecas que migraram para a região do norte no início do Século XIII .De acordo com os códices pictográficos nos quais os astecas registraram sua história, o lugar de origem era chamado Aztlán. Os primeiros imigrantes estabeleceram-se no Vale do México e nas terras vizinhas, estabelecendo uma série de cidades-estados independentes. Estas primeiras cidades nahuas eram governados por reis menores chamados "tlatoque" ("tlatoani" no singular). A maioria das cidades e vilas que tinham sido estabelecidos na região antes da migração Nahua foram assimilados pela cultura Nahua.
Estas cidades-estados estavam em constante estado de guerra uma com as outras, mas, devido as alianças que mudavam constantemente nenhuma cidade individual tinha uma posição dominante. O astecas foram o último contingente de migrantes de Aztlan que chegaram ao Vale do México. Entraram no Vale por volta do ano 1250 d.C., época em que a maior parte das terras agrícolas já estavam tomadas. Os Mexica convenceram o rei dos Acolhuas para permitirem que eles se estabelecessem num pedaço relativamente infértil de terra chamado Chapultepec ou Colina do Gafanhoto. Os astecas tornaram-se a partir dai mercenários contratados a serviço de Acolhuas.
Depois de servir o rei de Culhuacan, os astecas subiram na hierarquia da região e ficaram subordinados a uma das filhas do rei. De acordo com relatos mitológicos, os astecas sacrificaram a filha do rei e esfolaram sua pele, ainda segundo o relato isso foi feito por ordem de seu deus Huitzilopochtli. Quando o rei dos Culhuacan soube disso, atacou os astecas e os expulsaram de suas terras. Os astecas, então, mudaram-se para uma ilha no meio do lago Texcoco, onde uma águia estava aninhada em um cactus nopal. Os Mexica interpretaram isso como um sinal de seu deus e fundaram sua nova cidade, Tenochtitlan, em 1325.
A nova cidade asteca aliou-se com a cidade de Azcapotzalco e prestou homenagem ao seu rei, Tezozómoc. Com a ajuda dos astecas, Azcopotzalco começou a se expandir. Até este ponto, o governante asteca não era reconhecido como um rei legítimo. Líderes astecas solicitaram com sucesso que um dos reis de Culhuacan oferecesse uma filha em casamento com a linha dos Mexica. Assim Acamapichtli, foi entronizado como o primeiro tlatoani de Tenochtitlan no ano de 1372.
De um lado Azcapotzalco continuou se expandir com a ajuda dos astecas, de outro Texcoco também crescia em poder na porção leste do lago. A guerra finalmente irrompeu entre as duas cidades-estado, e os astecas desempenharam um papel vital na conquista de Texcoco. Nesta época, Tenochtitlan se tornara uma grande cidade e foi recompensada recebendo Texcoco como uma província tributária.

### A Guerra Tepanec e o surgimento da Tríplice Aliança

A bacia do México na época da conquista espanhola (1519)

Em 1426, o rei dos Tepanecas,  Tezozómoc morreu, e a crise de sucessão resultante precipitou uma guerra civil. Os Mexica apoiavam o herdeiro preferido de Tezozómoc, Tayahauh que foi inicialmente entronizado rei. Mas seu irmão, Maxtla, logo usurpou o trono e se voltou contra as facções que se opunham a ele, incluindo os astecas governados por Chimalpopoca. Chimalpopoca morreu pouco depois, possivelmente assassinado por Maxtla.
Nem mesmo a ascensão do novo rei asteca Itzcóatl fez com que Maxtla se acalmasse, e este bloqueou Tenochtitlan e exigiu um aumento dos tributos. Ao mesmo tempo Maxtla se virou contra  Texcoco, e seu rei Nezahualcoyotl fugiu para o exílio. Nezahualcoyotl pediu ajuda militar ao rei da Huexotzinco, e os astecas ganharam o apoio de uma cidade dissidente Tlacopan. Em 1427, Tenochtitlan, Texcoco, Tlacopan, e Huexotzinco entraram em guerra contra Azcapotzalco e saíram vitoriosos em 1428.
Após a guerra, Huexotzinco se retirou da aliança e as três cidades restantes formaram um tratado hoje conhecida como a Tríplice Aliança. As terras dos Tepanec foram divididas entre as três cidades. As regiões adquiridas a partir do tratado seriam administradas pelas três cidades em conjunto. Cada um dos três reis da aliança, assumiria o título de  Huey Tlatoani (Grande Orador, muitas vezes traduzido como "imperador"), que os colocavam acima dos governantes das outras cidades-estado ("tlatoani").
A Tríplice Aliança de Tenochtitlán, Texcoco, e Tlacopan que se estenderia pelos próximos 100 anos, passou a dominar o Vale do México e expandiu o seu poder para o Golfo do México e para a Costa do Pacífico. Durante este período, Tenochtitlan gradualmente tornou-se o poder dominante na aliança. Dois dos principais arquitetos desta aliança foram os meio-irmãos Tlacaelel e Motecuhzoma (Moctezuma I) sobrinhos de Itzcoatl. Motecuhzoma acabaria sucedendo Itzcoatl em 1440. E Tlacaelel assumiu o cargo recém-criado de "Cihuacoatl", equivalente a "primeiro-ministro".

### As reformas imperiais

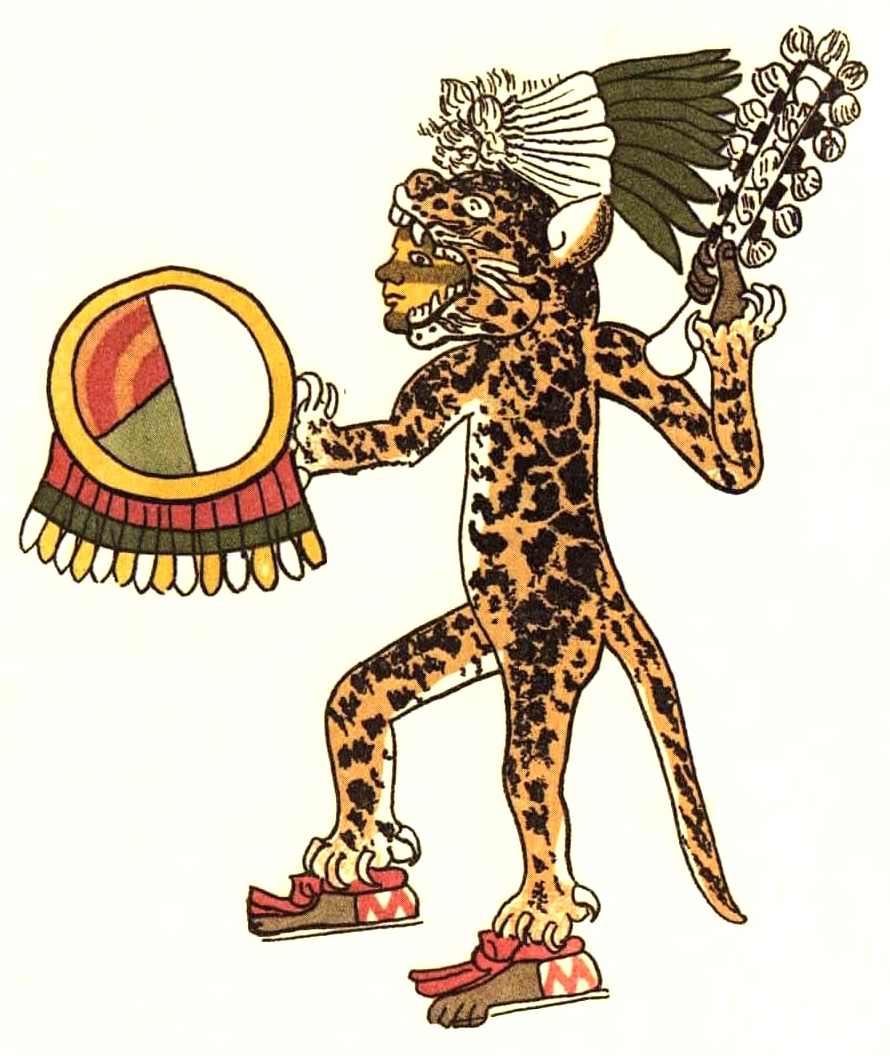
Guerreiro Jaguar, do Codex Magliabechiano.

Logo após a formação da Tríplice Aliança, Itzcoatl e Tlacopan impulsionaram uma série de reformas abrangentes no estado e na religião. Alegaram que seu deus Tlacaelel ordenara a queima da maior parte dos livros astecas existentes, pois segundo a alegação continham mentiras sobre o deus. E posteriormente reescreveu a história colocando os astecas com um papel mais importante.
Depois de  Itzcoatl, Motecuhzoma I tornou-se imperador asteca, e mais reformas ocorreram para manter o controle sobre as cidades conquistadas. Reis não colaborativos foram substituídos por governos fantoches leais aos astecas. Um novo sistema de tributação imperial foi estabelecido, coletores de impostos astecas passaram a tributar a população diretamente, ignorando a autoridade das dinastias locais. Nezahualcoyotl (1402 - 1472) instituiu uma tributação concedida para os reis que tinham terras distantes de suas capitais. Uma artimanha para incentivar a cooperação com o império; se uma cidade se rebelasse, seu rei perderia o imposto. Alguns reis rebeldes foram substituídos por "calpixque", ou governadores nomeados, ao invés dos governantes dinásticos.
Motecuhzoma criou novas leis que diferenciavam nobres de plebeus e instituiu a pena de morte para o adultério e outros delitos. Por decreto real, uma escola supervisionada pelo clero foi construída em cada bairro. Nos bairros plebeus havia a escola chamada telpochcalli onde os alunos recebiam instrução religiosa básica e treinamento militar. Um segundo tipo de escola, mais prestigiado chamado de calmecac ensinava os filhos da nobreza, bem como plebeus de alto nível que se tornariam sacerdotes ou artesãos. Motecuhzoma também criou um novo título chamado quauhpilli que poderia ser atribuídas aos plebeus. Este título era uma forma de nobreza menor não-hereditária concedido por um excelente serviço civil ou militar. Em alguns casos raros, os plebeus que receberam este título se casaram com famílias reais e tornaram reis.
Um componente desta reforma foi a criação de guerras rituais chamadas Xochiyáoyotl (Guerras floridas). Estas guerras criavam um fornecimento estável de guerreiros astecas experientes e prisioneiros de guerra para o sacrifício humano. As Guerras floridas eram organizadas pelos imperadores tendo como alvo cidades inimigas e realizadas especificamente com a finalidade de recolher prisioneiros para o sacrifício. De acordo com relatos históricos, essas guerras foram instigadas por Tlacaelel como forma de apaziguar os deuses em resposta a um forte seca que devastou o Vale do México entre 1450 e 1454. As Guerras floridas foram principalmente travadas entre o Império Asteca e as cidades da Confederação de Tlaxcala.

### Os primeiros anos de expansão

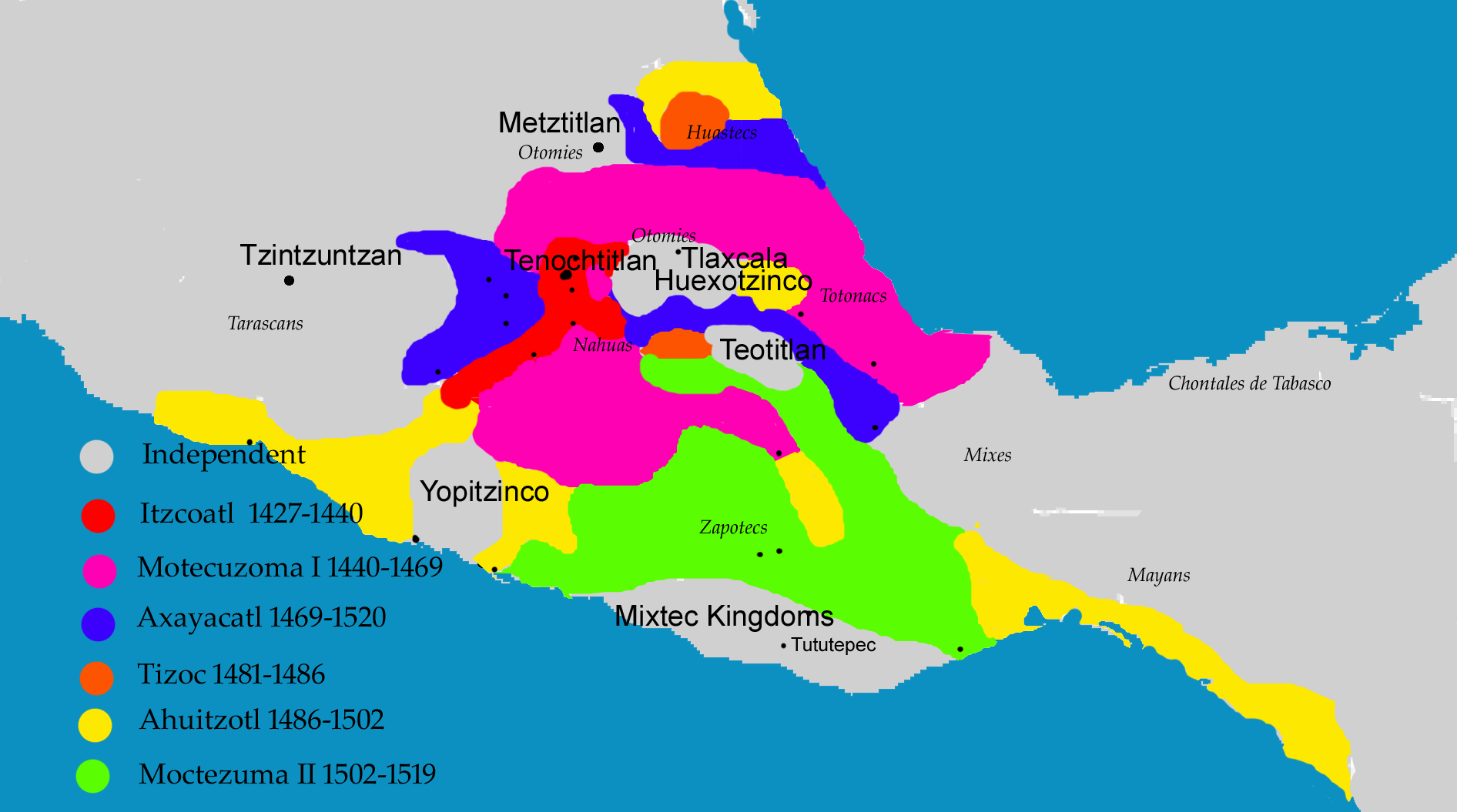
Mapa exibindo a expansão do império mostrando as áreas conquistadas por cada governante asteca.

Após derrotar Tepanecs, Itzcoatl e Nezahualcoyotl rapidamente consolidaram seu poder no Vale do México e começaram a expandir suas fronteiras. Os primeiros alvos para a expansão imperial foram Coyoacan ainda no vale e Cuauhnahuac e Huaxtepec no atual estado mexicano de Morelos. Estas conquistas trouxeram ao novo império um grande afluxo de tributos, com destaque para bens agrícolas.
Com a morte de Itzcoatl, Motecuhzoma I foi entronizado o novo imperador asteca. A expansão do império foi brevemente interrompida por uma grande seca de quatro anos que atingiu o Vale do México, em 1450, e várias cidades em Morelos tiveram de ser reconquistada depois da seca diminuiu. Motecuhzoma e Nezahualcoyotl continuaram a expandir o império à leste em direção ao Golfo do México e ao sul em direção a Oaxaca. Em 1468, Motecuhzoma I morreu e foi sucedido por seu filho, Axayacatl. A maior parte dos treze anos de reinado de Axayacatl foi gasto consolidando o território adquirido por seu antecessor. Motecuhzoma e Nezahualcoyotl haviam expandido rapidamente e muitas províncias se rebelaram.
Ao mesmo tempo que o Império Asteca se expandia e consolidava seu poder, o  Império de Tzintzuntzan (ou Tarascan) do povo Purépechas no atual estado mexicano de Michoacán teve semelhante em expansão. Em 1455, os Purépechas sob o comando de Tzitzipandaquare invadiram o Vale de Toluca, reivindicando terras anteriormente conquistadas por Motecuhzoma e Itzcoatl. Em 1472, Axayacatl reconquistou a região e defendeu com sucesso a tentativa dos Purépechas tomá-las de volta. Em 1479, Axayacatl lançou uma grande invasão aos Purépechas com 32 mil soldados astecas. Porém os Purépechas os aguardavam do outro lado da fronteira com 50 mil soldados e conquistaram uma vitória retumbante, mataram ou capturaram mais de 90% do exército asteca. Axayacatl foi ferido na batalha e retirou-se para Tenochtitlan, e nunca mais atacou os Purépechas novamente.
Em 1472, Nezahualcoyotl morreu e seu filho Nezahualpilli foi entronizado como o novo huetlatoani de Texcoco. Logo após em 1481 Axayacatl também veio a falecer sendo substituído por seu irmão Tízoc. Reinado de Tízoc foi muito breve. Ele provou ser ineficaz e não conseguiu expandir significativamente o império devido a sua incompetência. Tizoc provavelmente foi assassinado por seus próprios nobres no quinto ano de seu governo.

### Final da era de expansão

A extensão máxima do Império Asteca

Tizoc foi sucedido por seu irmão Ahuitzotl em 1486. Assim como seus antecessores, a primeira parte do seu reinado foi gasto em suprimir rebeliões que eram comuns devido ao caráter indireto da dominação asteca. Após Ahuitzotl conseguir apaziguar o reino, começou uma nova onda de conquistas, incluindo o Vale de Oaxaca e a Costa de Soconusco. Devido ao aumento das escaramuças de fronteira com os Purépechas , Ahuitzotl conquistou a cidade fronteiriça de Otzoma e transformou a cidade em um posto militar. A população de Otzoma foi morta ou dispersa no processo. Os Purépechas posteriormente estabeleceram fortalezas nas proximidades para se protegerem contra uma possível expansão asteca.  A partir daí Ahuitzotl resolveu ampliar para o oeste ocupando a região do atual Guerrero.
Até o reinado de Ahuitzotl, os astecas foram a maior e mais poderosa facção da Tríplice Aliança. Baseando-se no prestígio que os astecas tinha adquirido ao longo das conquistas, Ahuitzotl passou a usar sozinho o título de Huey Tlatoani (Grande Orador) para se distinguir dos governantes de Texcoco e Tlacopan. Mesmo sob a forma de aliança o império já era uma realidade e o imperador asteca já assumia de forma nominal.
Ahuitzotl foi sucedido por seu irmão Motecuhzoma II (Moctezuma II) em 1502. Motecuhzoma II passou a maior parte de seu reinado consolidando seu poder nas terras conquistadas por seus antecessores. Em 1515, o exército asteca venceu o general Tlaxcala, Tlahuicole. Neste mesmo ano tentou novamente invadir as terras dos Purépechas mas não conseguiram tomar seus territórios pois novamente os astecas foram derrotados e tiveram que se retirar.
Motecuhzoma II instituiu  novas reformas imperiais. Após a morte de Nezahualcoyotl, os imperadores astecas haviam se tornado os governantes de fato da aliança. Motecuhzoma II usou seu reinado para se consolidar como um verdadeiro Imperador Asteca. Removeu muitos dos conselheiros de Ahuitzotl executando vários deles. Ele também aboliu a classe dos quauhpilli, acabando com a chance de algum plebeu chegar a nobreza. Seus esforços de reforma foram interrompidos pela conquista espanhola em 1519.

### Conquista espanhola

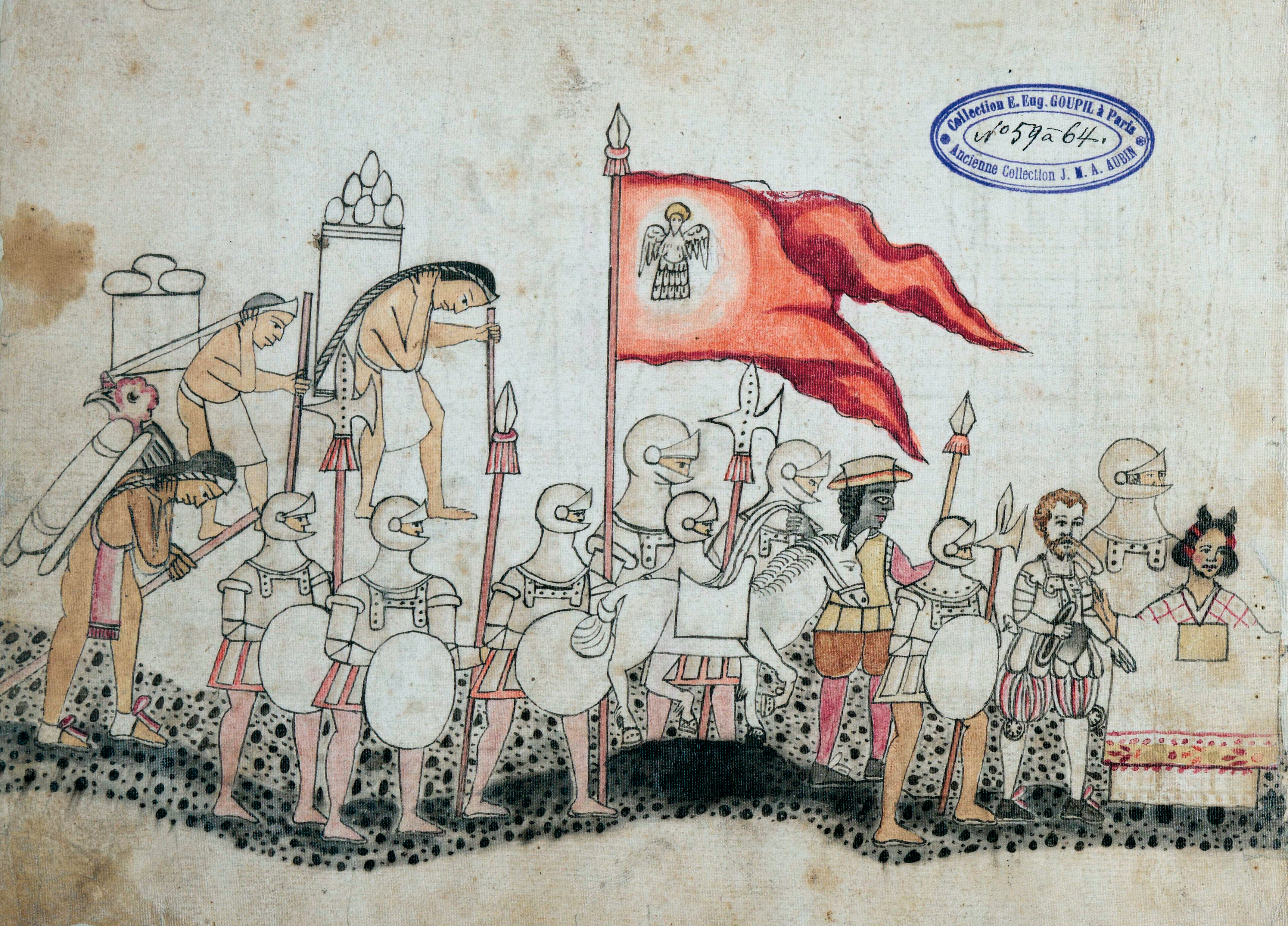
Imagem do Codex Azcatitlan ilustrando o avanço o exército espanhol, com Cortez e Malinche à frente

O líder da expedição espanhola Hernán Cortés desembarcou em Yucatán em 1519 com cerca de 630 homens (a maioria armados apenas com espadas e escudos). Cortés, na verdade, fora removido do posto de comandante da expedição pelo governador de Cuba, Diego Velásquez, mas roubou os barcos e saiu sem permissão. Na ilha de Cozumel, Cortés encontrou um espanhol naufragado chamado Gerónimo de Aguilar que se juntou à expedição e fazia traduções entre o espanhol e maia. Em seguida a expedição rumou para o oeste para Campeche, onde após uma breve batalha com o exército local, Cortés foi capaz de negociar a paz através de seu intérprete, Aguilar. O Rei dos Campeche deu a Cortés um segundo tradutor, uma mulher escrava Nahua-Maya chamada Malintzin (Malinche). Aguilar traduzia do Espanhol para o Iucateque e Malinche traduzido do Iucateque para o Nahuatl. Depois que Malinche aprendeu espanhol, ela se tornou tradutora de Cortés e foi uma figura chave nas interações com os governantes Nahua. Um artigo importante, "Rethinking Malinche" escrito por Frances Karttunen examina seu papel na conquista.
Cortés, em seguida, partiu de Campeche para Cempoala, uma província tributária da Tríplice Aliança Asteca. Perto dali, ele fundou a cidade de Veracruz, onde ele se reuniu com embaixadores do imperador asteca reinante, Motecuhzoma II. Quando os embaixadores voltaram a Tenochtitlan, Cortés foi para Cempoala se reunir com os líderes locais Totonaca. Durante a reunião Cortés conseguiu que o governante Totonaca lhe dissesse todas as queixas contra os astecas, e convenceu os totonacas a aprisionar o coletor de tributos imperial . Cortés posteriormente soltou o coletor de tributos após convencê-lo de que a ideia de aprisioná-lo partiu dos totonacas e que ele não tinha conhecimento de que pretendiam fazer isso. Tendo efetivamente declarado guerra contra os astecas, os totonacas forneceram Cortés 20 companhias de soldados para a sua marcha a Tlaxcala. Neste momento vários dos soldados de Cortés tentaram motim. Quando Cortés descobriu a trama, afundou seus navios no porto para demover qualquer possibilidade voltarem a Cuba.
O exército Totonaca-Espanhol chegou a Tlaxcala para buscar uma aliança contra os astecas. No entanto, o general tlaxcalan Xicotencatl, o Jovem acreditou que fossem hostis, e os atacou. Depois de lutar várias batalhas, Cortés finalmente convenceu os líderes Tlaxcala a segurar o general. Cortés, em seguida, fez a aliança com os Tlaxcala, e iniciou a marcha ao Vale do México com um exército de 5 mil-6 mil Tlaxcalans , 400 Totonacas, além dos soldados espanhóis. Durante a sua estada na cidade de Cholula, Cortés recebeu a notícia de uma emboscada planejada contra os espanhóis. Em uma resposta preventiva, Cortés ordenou que suas tropas atacassem e matassem um grande número de cholulanos desarmados que se reuniram na praça principal da cidade.

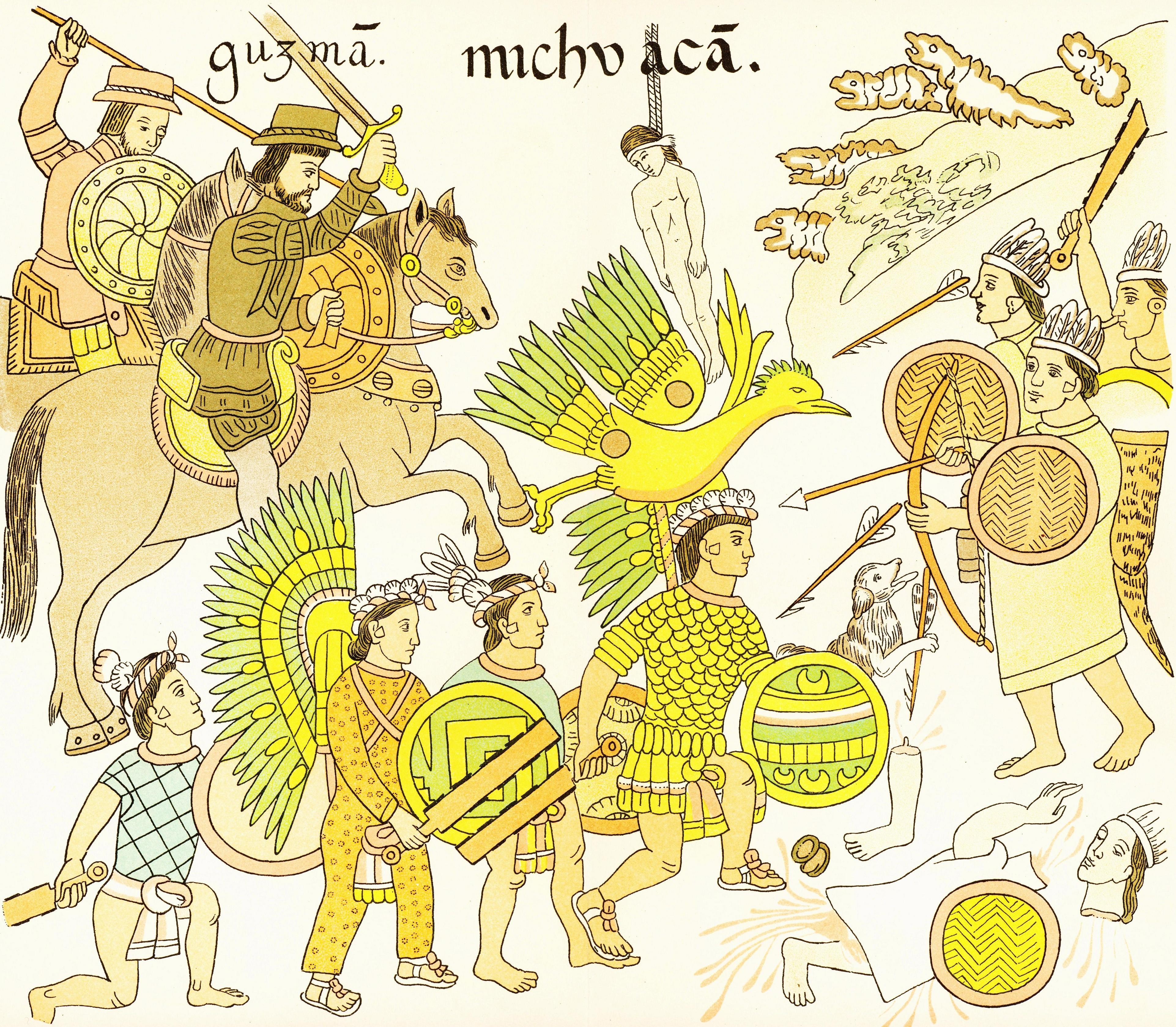
Cristóbal de Olid levando os soldados espanhóis e seus aliados tlaxcalanos na conquista de Jalisco

Na sequência do massacre de Cholula, Hernan Cortés e os outros espanhóis entraram em Tenochtitlan, onde foram recebidos como hóspedes no palácio do ex-imperador Axayacatl . Depois de ficarem na cidade durante seis semanas, houve uma desavença entre os soldados com um asteca chamado Quetzalpopoca. Cortés usou o incidente como uma desculpa para tornar Motecuhzoma prisioneiro. Durante vários meses, Motecuzoma continuou prisioneiro de Cortés. Então, em 1520, uma segunda expedição de espanhóis sob o comando do Pánfilo de Narváez foi enviada por Diego Velásquez, com o objetivo de prender Cortés por traição. Antes de enfrentar Narváez, Cortés secretamente persuadiu os tenentes de Narváez a traí-lo e se aliarem a Cortés.
Enquanto Cortés estava longe de Tenochtitlan lidando com Narváez, seu segundo em comando Pedro de Alvarado massacrou um grupo de nobres astecas em resposta a um ritual de sacrifício humano em honra ao deus Huitzilopochtli. Os astecas retaliaram atacando o palácio onde os espanhóis foram esquartejados. Cortés voltou a Tenochtitlan e abriu caminho ao palácio. Ele então levou Motecuhzoma até o telhado do palácio para pedir a seus súditos que se retirassem. No entanto, nesta altura, o conselho governante de Tenochtitlan votara a deposição de Motecuhzoma e elegera seu irmão Cuitlahuac como o novo imperador. Um dos soldados astecas atingiu Motecuhzoma na cabeça com uma pedra, e este morreu alguns dias depois - embora os detalhes exatos de sua morte, em particular, quem foi o responsável, não são claras.
Os espanhóis e seus aliados, percebendo que estavam vulneráveis em Tenochtitlan após a morte de Motecuhzoma, tentaram recuar sem serem percebidos no episódio que ficou conhecido como La Noche Triste. Os espanhóis e seus aliados indígenas foram descobertos quando fugiam e tiveram de lutar durante seu caminho para fora da cidade, com grande perda de vidas. Alguns espanhóis perderam suas vidas por afogamento, carregados de ouro Os espanhóis se refugiaram em Tlacopan (atual Tacuba) e rumaram para Tlaxcala, onde se recuperaram e prepararam o segundo assalto, desta vez bem sucedido a Tenochtitlan. Após este incidente, um surto de varíola atingiu Tenochtitlan. Como os indígenas do Novo Mundo não tinham exposição prévia a varíola, este surto sozinho matou mais de 50% da população da região, incluindo o imperador, Cuitlahuac. Enquanto isso Cortés arregimentou um exército de Tlaxcalans, Texcocans, Totonacas, e outros descontes com os asteca. Com um exército combinado de quase 100 mil guerreiros, a esmagadora maioria indígenas, que liderados por Cortés marcharam de volta ao Vale do México. Através de inúmeras batalhas e escaramuças, capturou várias cidades-estados indígenas (altepetl) em torno do lago e das montanhas circundantes, incluindo as outras capitais da Tríplice Aliança, Tlacopan e Texcoco. Texcoco, de fato, já tinha se tornado uma forte aliada dos espanhóis e, posteriormente, solicitou à coroa espanhola o reconhecimento dos seus serviços na conquista, assim como Tlaxcala tinha feito.
Utilizando barcos construídos em Texcoco de peças recuperadas dos navios afundados, Cortés bloqueou e sitiou Tenochtitlan por vários meses. Até que o exército liderado pelos espanhóis organizaram um ataque à cidade utilizando barcos e pontes que os ligavam ao continente. Embora os atacantes tivessem pesadas baixas, a cidade de Tenochtitlan foi completamente destruída no processo e os astecas derrotados. Cuauhtémoc foi capturado quando tentava fugir da cidade. Cortés manteve-o preso por um período vários anos antes de finalmente executá-lo em 1525.

## Governo
A Tríplice Aliança foi um exemplo de governo indireto. Como a maioria dos impérios europeus, era etnicamente muito diversificado, mas diferentemente da maioria dos impérios europeus, foi mais um sistema de tributos comum do que uma forma unitária de governo. No quadro teórico de sistemas imperiais postuladas por Alexander J. Motyl a Aliança Asteca era um império "informal" na qual a Aliança não reivindicava uma autoridade suprema sobre as províncias tributárias; mas simplesmente esperava que os tributos fossem pagos. Foi também um império descontínuo porque nem todos os territórios dominados estavam ligados, por exemplo, as zonas periféricas de Xoconochco ao sul não estavam em contato com o centro. A forma como os asteca exerciam essa hegemonia pode ser notada no fato de que geralmente os governantes locais eram restaurados assim que sua cidade-estado era conquistada, além disso os astecas não interferiam nos assuntos locais, isso enquanto os pagamentos de seus tributos fossem feitos.
Embora a forma de governo é muitas vezes referida como império, de fato a maioria das áreas dentro da Tríplice Aliança eram organizadas como cidades-estado (conhecida como Altépetl em nahuatl, a língua dos astecas). Estas foram pequenas unidades políticas governado por um rei ou tlatoani (literalmente orador, plural tlatoque) a partir de uma dinastia. O período Asteca Adiantado foi uma época de crescimento e competição entre os altepeme.  Mesmo depois que a Tríplice Aliança foi formada (1428) e começou o seu programa de expansão através de conquista, o altepetl permaneceu a forma dominante de organização a nível local. O papel eficiente do altepetl como uma unidade política regional, foi em grande parte responsável pelo sucesso de forma hegemônica do controle da Aliança.
O reino asteca era em seu núcleo composto por três cidades-estado no densamente povoado Vale do México. Ao longo do tempo, assimetrias de poder fez com que uma dessas cidades-estados, Tenochtitlan, se elevasse sobre as outras duas. A Tríplice Aliança veio para estabelecer a hegemonia sobre a maior parte da região central da Mesoamérica, incluindo áreas de grande diversidade linguística e cultural. A administração da aliança foi realizada através de meios tradicionais, em grande parte indiretos. No entanto, ao longo do tempo uma nascente burocracia começou a se formar na medida em que a organização do Estado tornou-se cada vez mais centralizada.

### Administração central

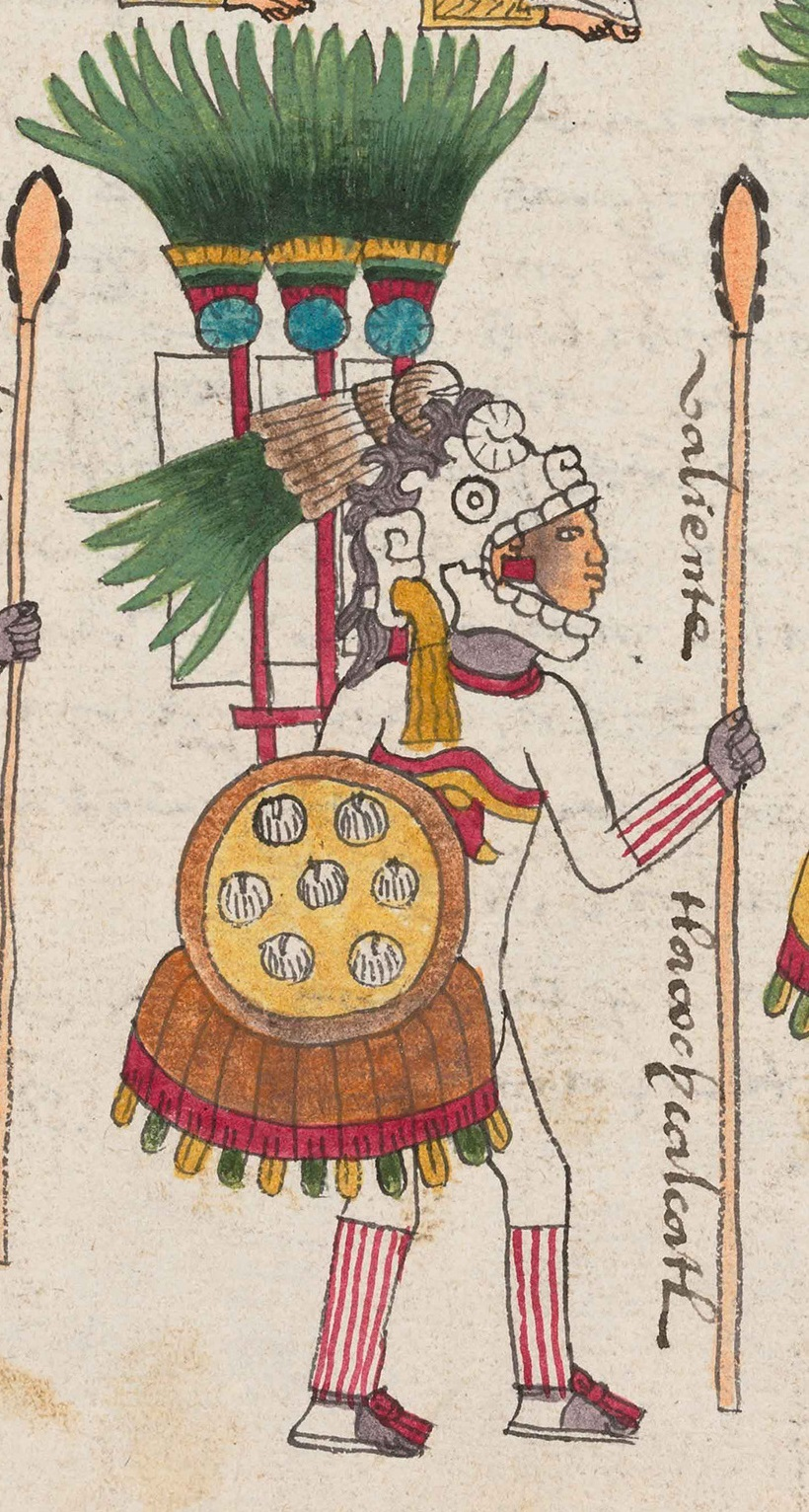
Um tlacochcalcatl retratado no Codex Mendoza

Até o reinado de Nezahualcoyotl (1429-1472), a Aliança Asteca se parecia muito com as confederações tradicionais mesoamericanas. O Altépetl independente era conduzido por um tlatoani, que supervisionava os chefes de aldeia, que por sua vez supervisionavam os grupos familiares. A típica confederação mesoamericana tinha um Huey Tlatoani comandando vários tlatoani. Após Nezahualcoyotl, a Aliança tomou um caminho um pouco diferente, com alguns tlatoani dos altepetl recém conquistado sendo substituídos por calpixque, comissários encarregados de ir recolher o tributo em nome do Huey Tlatoani em vez de simplesmente substituir um tlatoque por outro do mesmo conjunto da nobreza local.
No entanto, o Huey Tlatoani não foi o único executivo. A responsabilidade do Huey Tlatoani era a de lidar com as questões externas do império: a gestão do tributo, a guerra, a diplomacia e a expansão eram tarefas do Huey Tlatoani. Já o Cihuacoatl tinha a responsabilidade de governar Tenochtitlan. O Cihuacoatl sempre foi um parente próximo doHuey Tlatoani; Tlacaelel, por exemplo, era o irmão de Moctezuma I. Tanto o título Cihuacoatl, que significa "cobra fêmea" (que é o nome de uma divindade Nahua), quanto as tarefas do cargo, eram análogas a um  Vicerey europeu ou a de um primeiro-ministro, refletem a dualidade da natureza na Cosmologia Nahua . Nem a posição de Cihuacoatl, nem a posição de Huetlatoani eram sacerdotais e nem tinham tarefas rituais importantes. Anteriormente os primeiros eram associados com a estação das chuvas que em nahuatl tinha um caráter feminino, e os últimos com a estação seca que tinha um caráter masculino. A posição do Cihuacoatl foi mais determinante em Tenochtitlan, mas sabe-se que este posto também existia em Azcapotzalco, em Colhuacan e em Texcoco. Apesar da aparente posição inferior no Estado, um Cihuacoatl poderia se revelar influente e poderoso, tal como no caso de Tlacaelel.
No início da Aliança Asteca, Tenochtitlan desenvolveu um Conselho militar de quatro membros que auxiliava o Huey Tlatoani em suas tomadas de decisão: o Tlacochcalcatl (general dos nobres); o Tlacatecatl (general dos guerreiros); o Ezhuahuacatl (general dos esmagadores de cabeça) e o Tlillancalqui (guardião da casa das trevas). Este conselho não só fornecia o aconselhamento para o governante, como também servia para conter a ambição por parte da nobreza, pois depois que foi instalado somente o conselho poderia indicar quem seria o próximo Huey Tlatoani. Além disso, as ações de qualquer um dos membros do Conselho poderiam ser facilmente ser bloqueadas pelos outros três, proporcionando um sistema simples de controle das ambições dos mais elevados funcionários. Estes quatro membros do Conselho eram também generais, membros das várias sociedades militares. As posições dos membros não eram iguais,  o Tlacochcalcatl e o Tlaccatecatl tinham um status mais elevado do que os outros. Estes dois conselheiros eram membros das duas sociedades militares de maior prestígio, o Cuauhchique (Os tosquiados) e os Otontin (Guarda Otomis).

### Administração Provincial
Tradicionalmente, as províncias e as Altépetl eram governados por Tlatoani hereditários. Com o crescimento da região abarcada pela Aliança Asteca, o sistema teve de evoluir e alguns Tlatoani foram substituídos por outros funcionários. Como já foi mencionado, administradores diretos  (singular Calpixqui, plural Calpixque) foram por vezes impostos ao Altépetl ao invés de selecioná-los da nobreza provincial para a mesma posição de Tlatoani. No período de maior abrangência da Aliança Asteca, a organização do Estado nas províncias tributárias estratégicas seguiu este modelo. As 38 províncias tributárias passaram a ser geridas por alto administradores, os Huecalpixque, cuja autoridade era superior aos Calpixque. Tanto os Calpixque como os Huecalpixque eram essencialmente gestores do sistema tributário provincial que era supervisionado e coordenado na capital (Tenochtitlan) pelo  Petlacalcatl (Encarregado do Tesouro Imperial) . Quando um Altépetl era conquistado , um governador militar (Cuauhtlatoani), era enviado para governar. Durante o reinado de Moctezuma I, o Sistema Calpixque foi elaborado, sendo que dois calpixque foram atribuídos para cada província tributária. Um ficava na província, supervisionando a coleta dos tributo, e outro ficava em Tenochtitlan, supervisionando o armazenamento dos tributos.
A captação dos tributos supervisionada pelos Calpixque e Huecalpixque e pelo funcionários Petlacalcatl eram arrecadados pelos líderes das famílias ( calpōlli ) sob poder coercitivo militar asteca, mas a Aliança Asteca  não dependia só da coerção militar. Também contava com a cooperação dos pipiltin (a nobreza local que se estava isentas dos impostos e dos trabalhos da corveia) e da classe hereditária de comerciantes conhecidos como pochtecas. Os pochtecas se organizavam em  várias gradações nas quais lhe eram concedidos certos direitos de negociação, não pertenciam necessariamente a nobreza local (pipiltin) , mas tinham um papel importante tanto no crescimento como na  administração do sistema tributário asteca. O poder, político e econômico dos pochtecas estava fortemente vinculado ao poder político e militar da nobreza asteca e de seu Estado. Além de servir como diplomatas (teucnenenque, ou "viajantes do Senhor") e espiões na fase inicial das cidades recém conquistadas,  os quadros hierarquicamente superiores dos pochtecas atuavam como juízes nos mercados e tinham funções administrativas dentro de seu estamento.

### Quadro Hierarquico Sintético
| Executivo e Militar | Sistema Tributário | Sistema Judicial                                                                         | Sistema Provincial |
| --- | --- | ---------------------------------------------------------------------------------------- | --- |
| - Huey Tlatoani, o governo do Império - Cihuacoatl, o governo da Cidade-Estado - Conselho dos Quatro, órgão consultivo ( escolhiam o futuro Huey Tlatoani) - Tlacochcalcatl, (general dos nobres) - Tlacateccatl, (general dos guerreiros) - Ezhuahuacatl, (general dos esmagadores de cabeça) - Tlillancalqui, (guardião da casa das trevas) - Ordens Militares - Cuachicqueh (Os Tosquiados) - Otōntin (Guarda Otomis) - Cuāuhtli (Cavaleiros Águia) - Ocēlōmeh (Guerreiros Jaguar) | - Petlacalcatl (Encarregado do Tesouro Imperial) - Huecalpixque (Supervisores Provinciais) - Calpixque (Administradores Tributários) | - Suprema Corte - Corte Especial - Corte de Apelação - Corte Pochteca - Agentes Pochteca | - Tlatoani, governador de província - Cuauhtlatoani, governador militar - Líder do Calpōlli - Chefes das famílias responsáveis pela coleta da Corveia |

### Estrutura Provincial
Originalmente, os astecas se organizaram sob a forma de uma frouxa aliança entre três cidades-estado: Tenochtitlan, Texcoco, e algum tempo depois Tlacopan. Como tal, eram conhecidos como a Tríplice Aliança Asteca. Esta forma política era muito comum na Mesoamérica, onde alianças entre cidades-estados aconteciam em várias situações e eram mutáveis. Com o tempo Tenochtitlan assumiu a autoridade na aliança. E embora cada cidade parceira compartilhasse dos despojos de guerra e dos direitos sobre os tributo das províncias e eram governados por seu próprio Huey Tlatoani, Tenochtitlan que se tornou a maior, a mais poderosa e mais influente das três cidades. Era de fato reconhecida como centro do império.
Embora não fossem descritos pelosa astecas desta forma, havia essencialmente dois tipos de províncias: as Tributárias e as Estratégicas. As Províncias Estratégicas eram essencialmente Estados subordinados que forneciam tributo ou ajuda para o estado asteca sob "consentimento mútuo", já as Províncias Tributárias estes encargos eram obrigatórios em vez de consensual.
| Organização dos Astecas | Organização dos Astecas | Organização dos Astecas |
| Tríplice Aliança | Províncias | Províncias |
| --- | --- | --- |
| - Tenōchtitlān, ocupa uma área da atual Cidade do Mexico - Texcoco, atual município de Texcoco - Tlacopan, também ocupa uma área da atual Cidade do Mexico | Províncias Tributárias | Províncias Estratégicas |
| - Tenōchtitlān, ocupa uma área da atual Cidade do Mexico - Texcoco, atual município de Texcoco - Tlacopan, também ocupa uma área da atual Cidade do Mexico | - Atlán - Atotonilco de Pedraza - Atotonilco del Grande - Axocopan - Cihuatlan - Coixtlahuaca - Cotaxtla - Cuahuacan - Cuauhnāhuac, atual Cuernavaca - Cuilapan - Huatusco - Huaxtépec - Malinalco - Ocuilan - Oxitipan - Quiauhteopan - Soconusco - Tepeaca - Tepecoacuilco - Tlachco - Tlacozauhtitlan - Tlapacoyan - Tlapan - Tlatlauquitepec - Tlaxiaco - Tochpan - Tochtepec - Toluca - Tzicoac - Xilotepec - Xocotilan - Yoaltepec | - Acatlan - Ahautlan - Ayotlan - Chiapan - Chiauhtlan - Cuauhchinanco - Huexotla - Ixtepexi - Ixtlahuaca - Miahuatlan - Misantla - Ocuituco - Tecomaixtlahuacan - Tecpantepec - Temazcaltepec - Teozacoalco - Teozapotlán - Tetela de Río - Tetela - Xalapa - Cēmpoalātl, ou Zempoala - Zompaynco |

### Ideologia e Estado

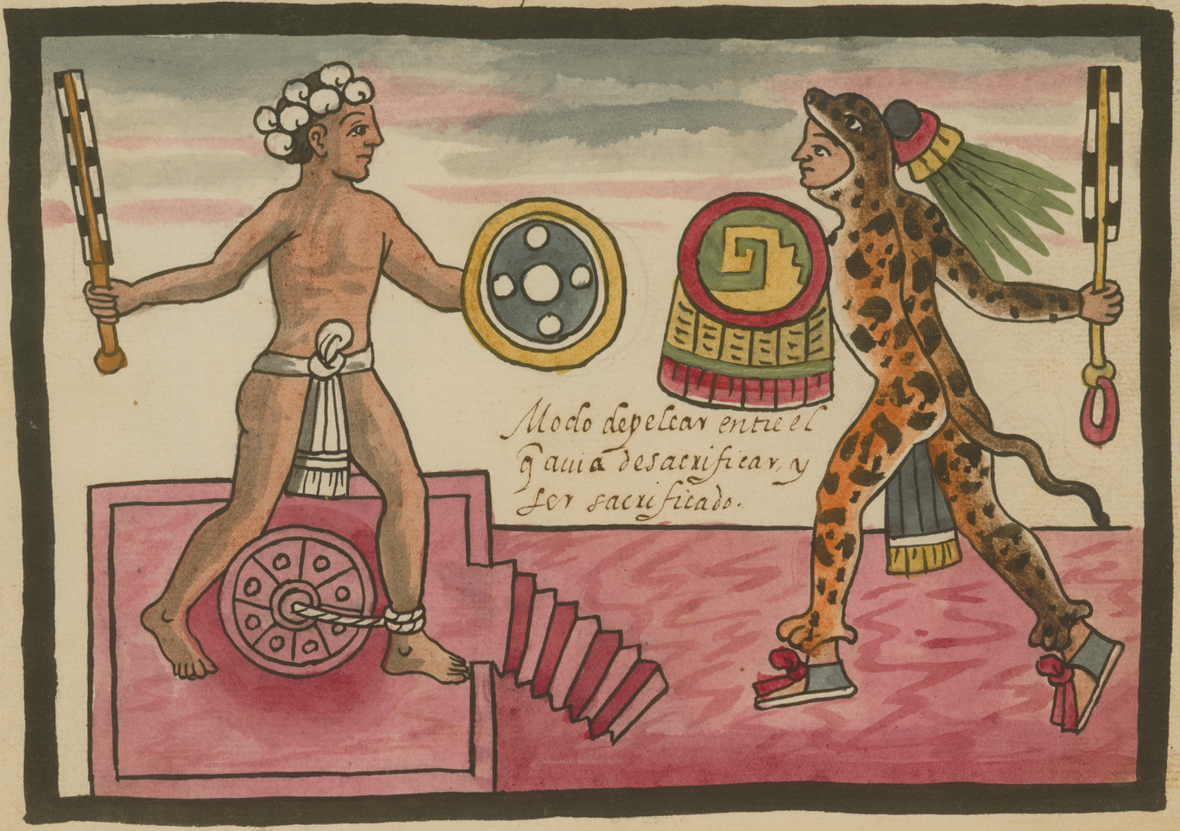
Esta página do Códice Tovar descreve uma cena do rito sacrificial comemorado no festival de Tlacaxipehualiztli.

Governantes, sejam eles locais (tlatoani), ou o poderoso Huey Tlatoani, eram vistos como representantes dos deuses e, portanto, governavam por direito divino. O Tlatocayotl, ou Princípio de governo, estabelecia que esse direito divino era herdado pela descendência. Portanto a ordem política era também uma ordem cósmica, e por isso matar um tlatoani era transgredir essa ordem. Por essa razão, sempre que um tlatoani morria ou era removido de seu posto, um parente ou membro da mesma linhagem comumente era colocado em seu lugar. A criação do cargo de Huey Tlatoani compreendia a criação de outro nível de governo, Hueitlatocayotl, o que acabou criando um contraste com o princípio do tlatocayotl.
Expansão do império foi guiado por uma interpretação militarista da religião Nahua, especificamente a veneração do deus sol, Huitzilopochtli. Rituais do Estado militarista eram realizadas ao longo do ano de acordo com um calendário cerimonial de eventos, ritos e simulações de batalhas.  O período de tempo em que viviam era chamado Ollintonatiuh (Movimento do Sol ou Quinto Sol) que acreditavam ser a idade final após a qual a humanidade seria destruída. Foi sob o reinado de Tlacaelel que Huitzilopochtli assumiu seu papel no panteão do Estado e que se instituiu que seria através de sacrifício de sangue que o Sol se manteria e, dessa forma, poderia se evitar o fim do mundo. Foi sob essa nova interpretação, militarista do Huitzilopochtli que os soldados astecas foram encorajados a lutar nas guerras e os soldados inimigos capturados para o sacrifício. Embora o sacrifício de sangue fosse comum na Mesoamérica, a escala de sacrifício humano com os astecas foi provavelmente sem precedentes na região.

### Leis
Um código legal foi estabelecido no reinado de Moctezuma I. Estas leis serviram para estabelecer e regular as relações entre o Estado, as classes e os indivíduos. A punição seria imputada exclusivamente por autoridades estatais. Os costumes Nahua  foram consagrados nessas leis, que criminalizava atos públicos de homossexualidade, embriaguez, e nudez, para não mencionar proibições mais universais contra o roubo, assassinato e danos à propriedade. Como já foi dito, os pochtecas poderiam servir como juízes e, muitas vezes, exerciam uma fiscalização judicial sobre seus próprios membros. Da mesma forma, os tribunais militares poderiam julgar casos de civis e militares durante a guerra. Havia um processo de apelação, com tribunais de apelação próprios, nos tribunais dos mercados, além de tribunais a nível provincial , um tribunal supremo e dois tribunais especiais superiores de apelação em Tenochtitlan. Um desses tribunais especiais trataram exclusivamente de casos da capital, já o outro era para casos procedentes de fora da capital. A máxima autoridade judicial era o Huey Tlatoani, que tinha o direito de nomear juízes menores.

## Governantes da Tríplice Aliança Asteca
| Tenochtitlan | Tenochtitlan | Texcoco | Tlacopan |
| --- | --- | --- | --- |
| Tlatoani - Ācamāpichtli, r. 1367–1387 - Huitzilihuitl, r. 1391–1415 - Chīmalpopōca, r. 1415–1426 Huey Tlatoani - Itzcōhuātl, r. 1427–1440 - Motēuczōma Ilhuicamīna, r. 1440–1468 - Axayacatl, r. 1469–1481 - Tizocic, r. 1481–1486 - Āhuizotl, r. 1486–1502 - Motēuczōma Xocoyotzin, r. 1502–1520 - Cuitlāhuac, r. 1520 - Cuāuhtemōc, r. 1521–1524 | Cihuacoatl - Tlacaelel, r. c. 1426–1487 - Tlilpotonqui, r. 1487–1503 - Tlacaeleltzin Xocoyotl, r. 1503–1520 - Matlatzincatzin, r. 1520 - Tlacontzin, r. 1521–1526 | Tlatoani - Quinatzin Tlaltecatzin, r. ? - Techotlalatzin, r. 1377–1409 - Ixtlilxochitl Ome Tochtli, r. 1409–1418 - Nezahualcoyōtl, r. 1431–1472 - Nezahualpilli, r. 1473–1515 - Cacamatzin, r. 1516–1520 - Coanacoch, r. 1521–1524 - Tecocoltzin, r. 1524–1525 | Tlatoani - Aculnahuacatl Tzaqualcatl, r. c. 1400–1430 - Totoquihuaztli I, r. c. 1430–1469 - Chimalopopoca, r. 1469–1489 - Totoquihuaztli II, r. 1489–1519 - Tetlepanquetzaltzin, r. 1519–1524 |